# Alfredo Alario
Alfredo Alario (Palermo, 1º gennaio 1948) è un ex calciatore italiano, di ruolo centrocampista.

## Caratteristiche tecniche
Giocava nel ruolo di ala destra.

## Carriera
Con la maglia del Palermo ha giocato in Serie A nella stagione 1969-1970, ottenendo 5 presenze in massima serie.
Ebbe anche una convocazione per la Nazionale Under-23 di Serie B, allenata da Ferruccio Valcareggi.

## Statistiche

### Presenze e reti nei club
| Stagione        | Squadra         | Campionato      | Campionato | Campionato | Totale   | Totale |
| Stagione        | Squadra         | Campionato      | Presenze   | Reti       | Presenze | Reti   |
| --------------- | --------------- | --------------- | ---------- | ---------- | -------- | ------ |
| 1967-1968       | Palermo         | B               | 1          | 0          | 1        | 0      |
| 1968-1969       | Palermo         | A               | 0          | 0          | 0        | 0      |
| 1969-1970       | Palermo         | A               | 5          | 0          | 5        | 0      |
| 1970-1971       | Palermo         | B               | 3          | 0          | 3        | 0      |
| Totale Palermo  | Totale Palermo  | Totale Palermo  | 9          | 0          | 9        | 0      |
| Totale carriera | Totale carriera | Totale carriera | 9          | 0          | 9        | 0      |

## Palmarès
- Campionato italiano di Serie B: 1

Palermo: 1967-1968